# Лаоски кип
Кип (на лаоски: ກີບ) е официалната валута на Лаоската народнодемократична република. 1 кип се равнява на 100 ата, но в днешно време атове почти не се използват, поради ниската им стойност.

## История

### Кип на Свободен Лаос (1946)
През 1945 – 1946 г., правителството на Свободен Лаос във Виентян издава серия книжни пари с номинална стойност от 10, 20 и 50 ата и 10 кипа, но след това френските власти поемат контрол над региона.

### Кралски кип (1952)
Кипът е отново въведен през 1952 г., заменяйки индокитайския пиастър, като поддържа същата стойност като него. Кипът бива разделен на 100 ата.

#### Монети
Монетите са въведени с номинал от 10, 20 и 50 ата, с надписи на френски и лаоски. Всичките са изсечени от алуминий и имат дупка по средата. 1952 г. е единствената година на издаването им.

#### Банкноти
През 1953 г., лаоският клон на Institut d'Emission des Etats du Cambodge, du Laos et du Vietnam издава банкноти с двоен номинал в индокитайски пиастри и кипове. По същото време другите два клона – камбоджанският и виетнамският имат подобно споразумение. Издадени са банкноти от 1, 5, 10 и 100 кипа/пиастри. През 1957 г. правителството пуска в обращение банкноти с номинал само в кипове. Банкнотите от 1, 5, 10, 20 и 50 кипа са отпечатани от Security Banknote Company, 100 кипа са отпечатани от Banque de France, а възпоминателните 500 кипа са отпечатани от Thomas De la Rue. През 1963 г. са въведени банкноти от 20, 50, 200 и 1000 кипа, всичките отпечатани от De la Rue. След това са пуснати банкноти от 100, 500 и 5000 кипа през 1974 – 1975 г., пак отпечатани от De la Rue.

### Кип на Патет Лао (1976)
Кипът на Патет Лао е въведен малко преди 1976 г. в районите, които са под контрола на Патет Лао. Банкнотни номинали от 1, 10, 20, 50, 100, 200 и 500 кипа са пуснати в обращение. Банкнотите са отпечатани в Китай.
През 1976 г. кипът на Патет Лао заменя Кралския кип, след като Патет Лао поемат контрол над държавата. Обменният курс между двете валути е бил 1 кип на Патет Лао за 20 кралски кипа.

### Кип на народнодемократична република Лаос (1979)
На 16 декември 1979 г. старият кип на Патет Лао е заменен с новия лаоски кип с обменен курс 100 кипа на Патет Лао за 1 лаоски кип.

#### Монети
Монети са пуснати в обращение в Лаос за пръв път от 28 години през 1980 г. с номинал от 10, 20 и 50 ата. Сечени са от алуминий и изобразяват държавния символ на лицевата част и селскостопански мотиви на гърба. След това са издадени юбилейни 1, 5, 10, 20 и 50 кипа през 1985 г. за 10-годишнината на Лаоската народнодемократична република. Все пак поради икономическите последствия след разпадането на Съветския съюз през 1991 г. и продължителността на хроничната инфлация в днешно време почти не се използват монети в Лаос.

#### Банкноти
През 1979 г. са въведени банкноти с номинал 1, 5, 10, 20, 50 и 100 кипа. През 1988 г. са добавени банкноти от 500 кипа, през 1992 г. – 1000 кипа, през 1997 г. – 2000 и 5000 кипа, през 2002 г. – 10 000 и 20 000 кипа, а през 2006 г. вече съществуват банкноти от 50 000 кипа. На 15 ноември 2010 г. е издадена и юбилейна банкнота от 100 000 кипа, за да отбележи 450-годишнината от основаването на столицата на Лаос – Виетнян и 35-годишнината от основаването на Лаоската народнодемократична република. Кейсон Фомвихан е изобразен на лицевата част на банкнотите от 2000, 5000, 10 000, 20 00, 50 000, и 100 000 кипа.
Банката на Лаос обявява на 25 януари 2012 г., че от февруари същата година ще бъдат пуснат в обращение редовни банкноти от 100 000 кипа, като мярка за окуражаване на народа да използва националната валута, вместо щатски долари или тайландски батове.